# 아빠와 함께 춤을
"아빠와 함께 춤을"은 1970년 공개된 대한민국의 영화이다.

## 배역
- 최무룡
- 남궁원
- 전계현
- 이영옥